# ATP Tour Masters 1000
ATP Tour Masters 1000 reprezintă o serie anuală de nouă turnee de tenis care fac parte din Circuitul ATP organizat de Asociația Profesioniștilor din Tenis (ATP). De la debutul ATP Tour în 1990, turneele seriei au avut loc în Europa și America de Nord, iar în Asia din 2009. ATP Masters, împreună cu finala ATP, constituie cele mai râvnite trofee în tenisul masculin după cele patru turnee de Grand Slam.
Masters Series se desfășoară încă din sezonul 1990, când categoria a fost denumită oficial Championship Series, Single Week. În anii 1996–1999 a fost numit Mercedes-Benz Super 9, apoi în perioada 2000–2004 Tennis Masters Series, între anii 2005–2008 a fost cunoscut sub denumirea de ATP Masters Series, în sezoanele 2009–2018 a fost numit ATP World Tour Masters 1000 și din sezonul 2019 se joacă sub numele ATP Tour Masters 1000.
La simplu, Novak Djokovic deține recordul pentru cele mai multe titluri (40) de la începutul Masters Series în 1990. Câștigând toate cele nouă titluri Masters la simplu masculin, Djokovic a devenit primul și singurul jucător care a realizat „Career Golden Masters”. Cu trofeele de la Monte-Carlo Rolex Masters 2018, Rafael Nadal a devenit primul jucător al erei deschise care a câștigat un singur turneu de unsprezece ori. Djoković a câștigat cele mai multe victorii în turnee într-un singur sezon în 2015, când a câștigat șase turnee. Andre Agassi, Roger Federer, Rafael Nadal și Andy Murray au câștigat fiecare șapte titluri diferite. În 2020, Djokovic a realizat „Double Golden Masters”.
Cel mai tânăr campion la ATP 1000 este americanul Michael Chang, care a câștigat Canada Masters în 1990 când avea 18 ani și 157 de zile în ziua victoriei. Roger Federer a devenit cel mai în vârstă campion la Miami Open 2019, la 37 de ani și 234 de zile.

## Repartizarea punctelor ATP
| Probă  | C    | F   | SF  | QF  | R16 | R32 | R64 | R128 | Q   | Q2  | Q1  |
| Simplu | 1000 | 600 | 360 | 180 | 90  | 45  | 25  | 10   | 16  | 8   | 0   |
| Dublu  | 1000 | 600 | 360 | 180 | 90  | 0   | N/A | N/A  | N/A | N/A | N/A |

## Prezentarea generală a turneelor
| Turneu               | Țară          | Start turneu | Oraș gazdă            | Suprafață | Ediție | Campion actual   | Premii în bani 2024/2025 | Perioadă 2024/2025 |
| -------------------- | ------------- | ------------ | --------------------- | --------- | ------ | ---------------- | ------------------------ | ------------------ |
| Indian Wells Masters | Statele Unite | 1987         | Indian Wells          | Dură      | 2025   | Jack Draper      | 9.693.540 $              | 5–16 martie        |
| Miami Open           | Statele Unite | 1985         | Miami Gardens         | Dură      | 2025   | Jakub Mensik     | 9.193.540 $              | 18–30 martie       |
| Monte-Carlo Masters  | Monaco        | 1897         | Roquebrune-Cap-Martin | Zgură     | 2025   | Carlos Alcaraz   | 6.128.940 €              | 6–13 aprilie       |
| Madrid Open          | Spania        | 2003         | Madrid                | Zgură     | 2025   | Casper Ruud      | 8.055.385 €              | 22 apr – 4 mai     |
| Italian Open         | Italia        | 1930         | Roma                  | Zgură     | 2025   | Carlos Alcaraz   | 8.055.385 €              | 6 – 18 mai         |
| Canadian Open        | Canada        | 1881         | Montreal / Toronto    | Dură      | 2025   | Ben Shelton      | 9.193.540 $              | 27 iul – 7 august  |
| Cincinnati Masters   | Statele Unite | 1899         | Mason, Ohio           | Dură      | 2025   | Jannik Sinner    | 9.193.540 $              | 7 – 18 august      |
| Shanghai Masters     | China         | 2009         | Shanghai              | Dură      | 2024   | Jannik Sinner    | 10.298.535 $             | 2 – 13 oct         |
| Paris Masters        | Franța        | 1969         | Paris                 | Dură      | 2024   | Alexander Zverev | 5.950.575 €              | 28 oct – 3 nov     |

| Indian WellsMiamiMonte CarloMadridRomeMontrealTorontoCincinnatiShanghaiParis |

## Finale 2025
Campion pentru prima dată.
| Masters                     | Campion simplu | Finalist        | Scor                    | Campioni dublu                     | Finaliști                       | Scor                   |
| --------------------------- | -------------- | --------------- | ----------------------- | ---------------------------------- | ------------------------------- | ---------------------- |
| Indian Wells Simplu – Dublu | Jack Draper    | Holger Rune     | 6–2, 6–2                | Marcelo Arévalo Mate Pavić         | Sebastian Korda Jordan Thompson | 6–3, 6–4               |
| Miami Simplu – Dublu        | Jakub Mensik   | Novak Djokovic  | 7–6(7–4), 7–6(7–4)      | Marcelo Arévalo Mate Pavić         | Julian Cash Lloyd Glasspool     | 7–6(7–3), 6–3          |
| Monte-Carlo Simplu – Dublu  | Carlos Alcaraz | Lorenzo Musetti | 3–6, 6–1, 6–0           | Romain Arneodo Manuel Guinard      | Julian Cash Lloyd Glasspool     | 1–6, 7–6(10–8), [10–8] |
| Madrid Simplu – Dublu       | Casper Ruud    | Jack Draper     | 7–5, 3–6, 6–4           | Marcel Granollers Horacio Zeballos | Marcelo Arévalo Mate Pavić      | 6–4, 6–4               |
| Roma Simplu – Dublu         | Carlos Alcaraz | Jannik Sinner   | 7–6(7–5), 6–1           | Marcelo Arévalo Mate Pavić         | Sadio Doumbia Fabien Reboul     | 6–4, 6–7(6–8), [13–11] |
| Toronto Simplu – Dublu      | Ben Shelton    | Karen Haceanov  | 6–7(5–7), 6–4, 7–6(7–3) | Julian Cash Lloyd Glasspool        | Joe Salisbury Neal Skupski      | 6–3, 6–7(5–7), [13–11] |
| Cincinnati Simplu – Dublu   | Carlos Alcaraz | Jannik Sinner   | 5–0 ret.                | Nikola Mektić Rajeev Ram           | Lorenzo Musetti Lorenzo Sonego  | 4–6, 6–3, [10–5]       |

## Finale 2024
Campion pentru prima dată.
| Masters                     | Campion simplu     | Finalist              | Scor          | Campioni dublu                     | Finaliști                          | Scor                  |
| --------------------------- | ------------------ | --------------------- | ------------- | ---------------------------------- | ---------------------------------- | --------------------- |
| Indian Wells Simplu – Dublu | Carlos Alcaraz     | Daniil Medvedev       | 7–6(7–5), 6–1 | Wesley Koolhof Nikola Mektić       | Marcel Granollers Horacio Zeballos | 7–6(7–2), 7–6(7–4)    |
| Miami Simplu – Dublu        | Jannik Sinner      | Grigor Dimitrov       | 6–3, 6–1      | Rohan Bopanna Matthew Ebden        | Ivan Dodig Austin Krajicek         | 6–7(3–7), 6–3, [10–6] |
| Monte-Carlo Simplu – Dublu  | Stefanos Tsitsipas | Casper Ruud           | 6–1, 6–4      | Sander Gillé Joran Vliegen         | Marcelo Melo Alexander Zverev      | 5–7, 6–3, [10–5]      |
| Madrid Simplu – Dublu       | Andrei Rubliov     | Félix Auger-Aliassime | 4–6, 7–5, 7–5 | Sebastian Korda Jordan Thompson    | Ariel Behar Adam Pavlásek          | 6–3, 7–6(9–7)         |
| Roma Simplu – Dublu         | Alexander Zverev   | Nicolás Jarry         | 6–4, 7–5      | Marcel Granollers Horacio Zeballos | Marcelo Arévalo Mate Pavić         | 6–2, 6–2              |
| Canada Simplu – Dublu       | Alexei Popyrin     | Andrei Rubliov        | 6–2, 6–4      | Marcel Granollers Horacio Zeballos | Rajeev Ram Joe Salisbury           | 6–2, 7–6(7–4)         |
| Cincinnati Simplu – Dublu   | Jannik Sinner      | Frances Tiafoe        | 7–6(7–4), 6–2 | Marcelo Arévalo Mate Pavić         | Mackenzie McDonald Alex Michelsen  | 6–2, 6–4              |
| Shanghai Simplu – Dublu     | Jannik Sinner      | Novak Djokovic        | 7–6(7–4), 6–3 | Wesley Koolhof Nikola Mektić       | Máximo González Andrés Molteni     | 6–4, 6–4              |
| Paris Simplu – Dublu        | Alexander Zverev   | Ugo Humbert           | 6–2, 6–2      | Wesley Koolhof Nikola Mektić       | Lloyd Glasspool Adam Pavlásek      | 3–6, 6–3, [10–5]      |

## Finale 2023
Campion pentru prima dată.
| Masters                     | Campion simplu  | Finalist           | Scor                    | Campioni dublu                           | Finaliști                           | Scor              |
| --------------------------- | --------------- | ------------------ | ----------------------- | ---------------------------------------- | ----------------------------------- | ----------------- |
| Indian Wells Simplu – Dublu | Carlos Alcaraz  | Daniil Medvedev    | 6–3, 6–2                | Rohan Bopanna                            | Wesley Koolhof Neal Skupski         | 6–3, 2–6, [10–8]  |
| Indian Wells Simplu – Dublu | Carlos Alcaraz  | Daniil Medvedev    | 6–3, 6–2                | Matthew Ebden*                           | Wesley Koolhof Neal Skupski         | 6–3, 2–6, [10–8]  |
| Miami Simplu – Dublu        | Daniil Medvedev | Jannik Sinner      | 7–5, 6–3                | Santiago González*                       | Austin Krajicek Nicolas Mahut       | 7–6(7–4), 7–5     |
| Miami Simplu – Dublu        | Daniil Medvedev | Jannik Sinner      | 7–5, 6–3                | Édouard Roger-Vasselin                   | Austin Krajicek Nicolas Mahut       | 7–6(7–4), 7–5     |
| Monte Carlo Simplu – Dublu  | Andrei Rubliov  | Holger Rune        | 5–7, 6–2, 7–5           | Ivan Dodig                               | Romain Arneodo Sam Weissborn        | 6–0, 4–6, [14–12] |
| Monte Carlo Simplu – Dublu  | Andrei Rubliov  | Holger Rune        | 5–7, 6–2, 7–5           | Austin Krajicek*                         | Romain Arneodo Sam Weissborn        | 6–0, 4–6, [14–12] |
| Madrid Simplu – Dublu       | Carlos Alcaraz  | Jan-Lennard Struff | 6–4, 3–6, 6–3           | Karen Haceanov Andrei Rubliov            | Rohan Bopanna Matthew Ebden         | 6–3, 3–6, [10–3]  |
| Roma Simplu – Dublu         | Daniil Medvedev | Holger Rune        | 7–5, 7–5                | Hugo Nys Jan Zieliński                   | Robin Haase Botic van de Zandschulp | 7–5, 6–1          |
| Canada Simplu – Dublu       | Jannik Sinner   | Alex de Minaur     | 6–4, 6–1                | Marcelo Arévalo*                         | Rajeev Ram Joe Salisbury            | 6–3, 6–1          |
| Canada Simplu – Dublu       | Jannik Sinner   | Alex de Minaur     | 6–4, 6–1                | Jean-Julien Rojer                        | Rajeev Ram Joe Salisbury            | 6–3, 6–1          |
| Cincinnati Simplu – Dublu   | Novak Djokovic  | Carlos Alcaraz     | 5–7, 7–6(9–7), 7–6(7–4) | Máximo González Andrés Molteni           | Jamie Murray Michael Venus          | 3–6, 6–1, [11–9]  |
| Shanghai Simplu – Dublu     | Hubert Hurkacz  | Andrei Rubliov     | 6–3, 3–6, 7–6(10–8)     | Marcel Granollers Horacio Zeballos       | Rohan Bopanna Matthew Ebden         | 5–7, 6–2, [10–7]  |
| Paris Simplu – Dublu        | Novak Djokovic  | Grigor Dimitrov    | 6–4, 6–3                | Santiago González Édouard Roger-Vasselin | Rohan Bopanna Matthew Ebden         | 6–2, 5–7, [10–7]  |

## Statistici
| Nr. titluri câștigate | Jucător        | Câștigate/Total turnee ATP 1000 |
| --------------------- | -------------- | ------------------------------- |
| 40                    | Novak Djokovic | 9/9                             |
| 36                    | Rafael Nadal   | 7/9                             |
| 28                    | Roger Federer  | 7/9                             |
| 17                    | Andre Agassi   | 7/9                             |
| 14                    | Andy Murray    | 7/9                             |
| 11                    | Pete Sampras   | 5/9                             |
| 8                     | Thomas Muster  | 4/9                             |
| 8                     | Carlos Alcaraz | 6/9                             |

| Nr. titluri câștigate | Jucător         | Câștigate/Total turnee ATP 1000 |
| --------------------- | --------------- | ------------------------------- |
| 39                    | Bob Bryan       | 9/9                             |
| 39                    | Mike Bryan      | 9/9                             |
| 28                    | Daniel Nestor   | 9/9                             |
| 18                    | Todd Woodbridge | 7/9                             |
| 17                    | Mark Knowles    | 7/9                             |
| 16                    | Mahesh Bhupathi | 8/9                             |
| 16                    | Max Mirnyi      | 8/9                             |
| 15                    | Jonas Björkman  | 8/9                             |
| 15                    | Nenad Zimonjić  | 6/9                             |

### Cea mai lungă serie de meciuri câștigătoare
|    | Jucător        | număr | perioadă  |
| -- | -------------- | ----- | --------- |
| 1. | Novak Djoković | 31    | 2011      |
| 2. | Novak Djoković | 30    | 2014–2015 |
| 3. | Roger Federer  | 29    | 2005–2006 |
| 4. | Novak Djoković | 23    | 2013–2014 |
| 4. | Rafael Nadal   | 23    | 2013      |

### Cele mai multe titluri într-un singur turneu
|    | Jucător        | titluri | turneu         | perioadă  |
| -- | -------------- | ------- | -------------- | --------- |
| 1. | Rafael Nadal   | 11      | Monte Carlo    | 2005–2018 |
| 2. | Rafael Nadal   | 10      | Roma           | 2005–2021 |
| 3. | Novak Djoković | 7       | Paris          | 2009–2023 |
| 3. | Roger Federer  | 7       | Cincinnati     | 2005–2015 |
| 4. | / Ivan Lendl   | 6       | Canada Masters | 1980–1989 |
| 4. | Andre Agassi   | 6       | Miami          | 1990–2003 |
| 4. | Novak Djoković | 6       | Miami          | 2007–2016 |

### Career Golden Masters
Realizarea de a câștiga toate titlurile active ATP Masters de-a lungul carierei unui jucător.
- Turneul la care Career Golden Masters a fost finalizat este indicat în bold.

#### Simplu
| Jucător        | Indian Wells | Miami | Monte Carlo | Madrid | Roma | Canada | Cincinnati | Shanghai | Paris |
| -------------- | ------------ | ----- | ----------- | ------ | ---- | ------ | ---------- | -------- | ----- |
| Novak Djokovic | 2008         | 2007  | 2013        | 2011   | 2008 | 2007   | 2018       | 2012     | 2009  |
| Novak Djokovic | 2011         | 2011  | 2015        | 2016   | 2011 | 2011   | 2020       | 2013     | 2013  |